# 에드 솔로몬
에드워드 제임스 솔로몬(Edward James Solomon, 1960년 9월 15일 ~ )은 미국의 영화 제작자이다. 맨 인 블랙 (영화), 나우 유 씨 미: 마술사기단 등에 참여하였다.

## 참여 작품

### 영화
- 슈퍼 마리오 (영화)
- 맨 인 블랙 (영화)
- 너 어느 별에서 왔니?
- 미녀 삼총사 (영화)
- 위험한 사돈
- 이매진 댓
- 나우 유 씨 미: 마술사기단
- 나우 유 씨 미 2
- 노 서든 무브
- 엑스맨 (영화) (언크레딧)
- 천국을 향하여 (Special Thanks)
- 질식: 어느 섹스 중독자의 초상 (Special Thanks)